# Mariya Sergeevna Petrovykh
Mariya Sergeevna Petrovykh (tiếng Nga: Мари́я Серге́евна Петровы́х, 26 tháng 3 năm 1908 – 1 tháng 6 năm 1979) – là nữ nhà thơ và dịch giả Liên Xô.

## Tiểu sử

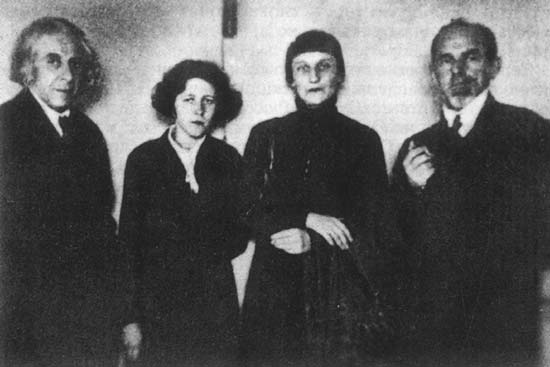
Các nhà thơ của Thế kỷ bạc: Georgy Chulkov, Mariya Petrovykh, Anna Akhmatova, Osip Emilyevich Mandelstam

Mariya Petrovykh sinh ở Norskii Posad, tỉnh Yaroslavl. Cậu ruột là giám mục giáo xứ Yaroslavl. Một người cậu khác cũng là giám mục và là nhà văn Thiên chúa giáo (nhiều lần bị chính quyền bắt và cuối cùng bị xử bắn trong cuộc Đại thanh trừng). Mariya Petrovykh biết làm thơ từ năm lên 6 tuổi. Từ năm 1922 lên sống ở thành phố Yaroslavl và thường xuyên tham dự các buổi sinh hoạt của các nhà văn địa phương. Năm 1925 lên Moskva học trường viết văn (cùng lớp với nhà thơ Arseny Alexandrovich Tarkovsky) và tốt nghiệp năm 1930 tại khoa Văn trường Đại học Tổng hợp Moskva (MGU).
Mariya Petrovykh làm quen với nhà thơ Boris Pasternak năm 1928, làm quen với Anna Akhmatova và Osip Emilyevich Mandelstam năm 1933. Anna Akhmatova gọi bài thơ Назначь мне свиданье на этом свете (Hãy hẹn gặp em ở trên cõi đời) là "một kiệt tác thơ trữ tình trong những năm gần đây" (шедевром лирики последних лет). Mặc dù vậy, khi còn sống bà rất ít in thơ của mình thành tập riêng. Duy nhất chỉ một lần vào năm 1968 in tập Дальнее дерево ở Yerevan.
Ngoài sáng tác thơ, Mariya Petrovykh còn dịch nhiều nhà thơ Armenia, Gruzia, Bulgaria, Ba Lan, Serbia, Séc, Do Thái, Ấn Độ... ra tiếng Nga. Năm 1970 được trao danh hiệu Nhà hoạt động Văn hóa của Armenia và đầu năm năm 1979 được tặng giải thưởng của Hội Nhà văn Armenia. Mariya Petrovykh mất ở Moskva.

## Tác phẩm
- Предназначенье. — М.: Советский писатель, 1983.
- Черта горизонта: стихи и переводы. Воспоминания о М. Петровых. — Ереван, 1986.
- Избранное. — М., 1991.
- Домолчаться до стихов. — М., 1999.
- Прикосновение ветра. — М., 2000.

## Một số bài thơ
| Hãy hẹn gặp em Hãy hẹn gặp em ở trên cõi đời. Hãy hẹn gặp em trong thế kỷ hai mươi. Thiếu tình yêu của anh em khó thở. Anh hãy gọi em, hãy xem, hãy nhớ Hãy hẹn gặp em ở thành phố phương nam Nơi những ngọn gió thổi theo đồi vòng quanh Nơi biển xanh quyến rũ bằng con sóng bảy sắc cầu vồng Nơi mà con tim chưa biết đến một tình yêu đơn phương. Anh hãy nhớ về lần gặp đầu tiên Khi hai đứa theo vùng ven rảo bước Giữa những ngôi nhà san sát theo những nhánh đường hẹp Và dân ở đây không nói giọng Nga Phong cảnh nơi này tiều tụy, hoang sơ Nhưng anh có nhớ, ngay cả trong hố rác Những chai lọ thủy tinh và hộp sắt cũng lấp lánh như kim cương Ngỡ như ta mơ về điều gì đó tuyệt trần Con đường nhỏ leo lên trên miệng vực... Anh có nhớ chăng nụ hôn nụ hôn dưới trời xanh?... Em không nhớ gì con số nhưng kể từ ngày ấy Anh trở thành không khí và ánh sáng đối với em. Hãy để tháng năm quay trở lại cho nhanh Và mình sẽ gặp lại nhau trên phố Lựu... Hãy hẹn gặp em ở chốn trần gian Trong con tim ấm nồng và bí ẩn của anh Như ngày xưa hai chúng mình sẽ bước ra gặp gỡ. Một khi ta còn thở Một khi ta còn nghe Một khi ta còn nhìn Thì qua lời nức nở Em cầu khẩn anh: hãy hẹn với em ngày gặp gỡ! Anh hãy hẹn gặp với em dù chỉ trong phút chốc Trên quảng trường người chật dưới cơn bão mùa thu Em khó thở, em xin người cứu vớt... Dù chỉ là trong giờ phút lâm chung Hãy hẹn gặp em bên đôi mắt màu xanh! Trên đời có một điều tốt đẹp Trên đời có một điều tốt đẹp – Là trao hết mình và quên Trao và xóa sạch không còn dấu vết. Trên đời có con đường thành công: Là sống vô tư như dòng nước Dòng nước trẻ trung, trong suốt Tồn tại mà chẳng nhọc lòng Dòng nước này và là dòng nước khác Sinh sôi nảy nở thường xuyên. Bản dịch của Nguyễn Viết Thắng | Назначь мне свиданье... Назначь мне свиданье на этом свете. Назначь мне свиданье в двадцатом столетье. Мне трудно дышать без твоей любви. Вспомни меня, оглянись, позови! Назначь мне свиданье в том городе южном, Где ветры гоняли по взгорьям окружным, Где море пленяло волной семицветной, Где сердце не знало любви безответной. Ты вспомни о первом свидании тайном, Когда мы бродили вдвоем по окраинам, Меж домиков тесных, по улочкам узким, Где нам отвечали с акцентом нерусским. Пейзажи и впрямь были бедны и жалки, Но вспомни, что даже на мусорной свалке Жестянки и склянки сверканьем алмазным, Казалось, мечтали о чем-то прекрасном. Тропинка все выше кружила над бездной... Ты помнишь ли тот поцелуй поднебесный?.. Числа я не знаю, но с этого дня Ты светом и воздухом стал для меня. Пусть годы умчатся в круженье обратном И встретимся мы в переулке Гранатном... Назначь мне свиданье у нас на земле, В твоем потаенном сердечном тепле. Друг другу навстречу по-прежнему выйдем, Пока еще слышим, Пока еще видим, Пока еще дышим, И я сквозь рыданья Тебя заклинаю: назначь мне свиданье! Назначь мне свиданье, хотя б на мгновенье, На площади людной, под бурей осенней, Мне трудно дышать, я молю о спасенье... Хотя бы в последний мой смертный час Назначь мне свиданье у синих глаз. Одна на свете благодать Одна на свете благодать - Отдать себя, забыть, отдать И уничтожиться бесследно. Один на свете путь победный - Жить как бегущая вода: Светла, беспечна, молода, Она теснит волну волною И пребывает без труда Все той же и всегда иною, Животворящею всегда. |